# Tteok guk
Tteok guk is een traditioneel gerecht uit de Koreaanse keuken. Het gerecht is samengesteld uit soep (guk) waarin een aantal samengeperste rijstvlokken (tteok) worden meegekookt. De soep wordt traditioneel gegeten op de eerste dag van het nieuwe jaar volgens de Lunisolaire kalender, Seollal genaamd in Korea. Het eten van een kom tteok guk op de eerste morgen van het nieuwe jaar betekent dat je één jaar ouder bent geworden.
Additionele ingrediënten die vaak worden toegevoegd zijn plakjes gekookt ei, gemarineerd vlees en gedroogd zeewier voor de smaak. Een populaire versie van deze soep, tteok mandu guk genaamd, heeft als toegevoegd ingrediënt mandu (dumplings).